# Комитет общественного спасения
Комите́т обще́ственного спасе́ния (фр. Comité de salut public) — один из многочисленных комитетов Национального конвента Франции, действовавшего во времена Великой революции, который к осени 1793 года сосредоточил в своих руках всю верховную власть — назначал и смещал чиновников, послов, генералов в действующей армии. Принимал решения об арестах, распоряжался специальным финансовым фондом. Решения Комитета беспрекословно утверждались Конвентом и становились законами.
Период деятельности этого комитета можно поделить на четыре этапа.

## Комитет национальной охраны (1 января1793 года—5 апреля1793 года)
Создан под вышеуказанным названием в условиях войны с Австрией и Пруссией и в преддверии неизбежной войны с Англией, декретом Конвента от 1 января 1793 г. (инициатор — жирондист Керсен), в целях координации военной и дипломатической деятельности. Первоначально состоял из 18 человек, в основном жирондистов (Бриссо, Жансонне, Гадэ, Буайе-Фанфред, Петион, Керсен). Также в его составе можно отметить таких известных лиц как Сийес, Барер, Камбон. Его председателями были: Керсен (с 3 января 1793 г.), Петион (с 4 марта 1793 г.), Гадэ (с 19 марта 1793 г.). Из-за многочисленности состава и постоянных публичных прений данный Комитет не добился поставленных целей. После поражений французской армии при Ахене и Неервиндене (18 марта 1793 г.) было принято решение о его реорганизации.
Декретом Конвента от 25 марта 1793 г. состав Комитета был увеличен до 25 человек, целью его деятельности была установлена «выработка и предложение всех законов и мер, необходимых для внешней и внутренней защиты республики». Министры были обязаны еженедельно отчитываться перед Комитетом. В руки Комитета фактически передавалась часть исполнительной власти.
В новом составе Комитета представительство жирондистов и монтаньяров было почти равным:
Монтаньяры — Дантон, Робеспьер, Фабр д’Эглантин, Камилль Демулен, Гитон де Морво, Рюль, Бреар, Приер (из Марны).
Жирондисты — Петион, Жансонне, Барбару, Верньо, Бюзо, Гадэ, Инар, Ласурс, Кондорсе.
«Нейтралы» — Дюбуа Крансе, Дельмас, Барер, Жан де Бри, Камбасерес, Сийес, Камю, Кинет.
Председателем Комитета был выбран Гитон де Морво.
Многолюдный, партийно-неоднородный, заседавший при открытых дверях, Комитет был неэффективен и после измены Дюмурье сам предложил заменить его другим органом. Таким органом стал Комитет общественного спасения.

## Первый Комитет общественного спасения (Комитет Дантона) (6 апреля 1793 года — июль 1793 года)
Создан декретом Конвента от 6 апреля 1793 г. вместо Комитета национальной охраны. Первоначально состоял из 9 членов: Барер, Дельмас, Бреар, Камбон, Дантон, Гитон де Морво, Трельяр, Делакруа, Робер Ленде. Состав Комитета был избран сроком на один месяц, но изменения произошли только на голосовании 5 июня 1793 г. Тогда Бреар был замещён Берлье, Робер Ленде — Жанбоном Сент-Андре, а Трельяр — Гаспареном. В тот же день постоянными членами Комитета стали Эро де Сешель, Рамель, Кутон, Сен-Жюст и Матье, которые 30 мая 1793 г. были временно включены в Комитет для редактирования проекта Конституции. 22 июня Матье был заменён Робером Ленде.
Председателем Комитета 7 апреля 1793 г. был выбран Гитон де Морво, но это назначение осталось на бумаге. В дальнейшем ни первый комитет, ни второй не имели председателя, все его члены формально обладали равными правами.
Комитет заседал ежедневно при закрытых дверях, действовал в качестве исполнительной власти, отдавая непосредственно приказания гражданским и военным чиновникам. Он отправлял комиссаров в армию, вёл переписку с ними, руководил дипломатией. Реальным руководителем Комитета являлся Дантон.
Но дипломатические неудачи 1-го Комитета, поражения при подавлении Вандейского восстания и «федералистского» мятежа, привели к его падению. В июле 1793 г. Комитет был в очередной раз реорганизован.
10 июля декретом Конвента число членов Комитета общественного спасения было уменьшено до 9. Дантон был исключён из его состава. Остались Жанбон Сент-Андре, Барер, Гаспарен, Кутон, Эро де Сешель, Сен-Жюст, Робер Ленде, к которым присоединились Тюрио и Приер (из Марны). 27 июля 1793 г. в связи с болезнью Гаспарен был заменён Робеспьером.

## Второй Комитет общественного спасения (Комитет Робеспьера или «Великий» Комитет) (июль 1793 года — 27 июля 1794 года)
После того как 27 июля 1793 года в Комитет был избран Робеспьер, Комитет постепенно стал сосредоточием всей власти в революционной Франции, а Робеспьер — признанным главой Комитета. Состав «Великого» Комитета общественного спасения окончательно определился к началу осени 1793 года. 14 августа 1793 года к Комитету были присоединены Карно и Приер (из Кот-д’Ор). 6 сентября 1793 года в состав Комитета вошли Бийо-Варенн и Колло д’Эрбуа (при этом не приняли назначения в Комитет Дантон и Гранэ). 20 сентября 1793 года Тюрио подал в отставку. Именно с этого времени окончательно определился состав Комитета (12 человек), который ответственен за проведение якобинского террора и который фактически правил революционной Францией до переворота 9 термидора II года (27 июля 1794 года):
- Робеспьер,
- Кутон,
- Сен-Жюст,
- Жанбон Сент-Андре,
- Барер,
- Робер Ленде,
- Приёр(из Марны),
- Приёр (из Кот-д’Ор),
- Карно,
- Бийо-Варенн,
- Колло д’Эрбуа,
- Эро де Сешель.

Позднее Эро де Сешель был заподозрен коллегами в измене, с ноября 1793 г. его перестали приглашать на заседания Комитета. 17 марта 1794 г. он был арестован и 5 апреля 1794 г. казнён на гильотине. Из Комитета на самом деле шла утечка секретной политической информации, но, согласно дошедшим до наших дней документам роялистской шпионской организации «Парижское агентство» д’Антрега, агентом монархистов скорее был не Эро де Сешель, а Карно.
Среди членов Комитета была установлена определённая специализация. Робеспьер ведал полицейскими мерами (аресты, освобождения из тюрем, рапорты агентов) и общей политикой, где ему помогал Кутон. Сен-Жюст также курировал полицию и осуществлял миссии в действующую армию. Карно занимался только армией, планированием военных операций, назначением и увольнением офицеров. Приер (из Кот-д’Ор) занимался вопросами вооружения и артиллерии, а Робер Ленде — вопросами снабжения и продовольствия. Дипломатия была в ведении Барера и Эро де Сешеля. Жанбон Сент-Андре стал практически морским министром республики. На Бийо-Варенна и Колло д’Эрбуа была возложена переписка Комитета, в том числе с комиссарами Конвента. Наконец, Приер (из Марны) был так сказать «разъездным» членом Комитета — постоянно находился в миссиях.
Полномочия Комитета постоянно расширялись, причём оформлялся этот процесс соответствующими декретами Конвента:
28 июля 1793 г. Комитет получил право отдавать приказания о вызове и аресте подозреваемых и обвиняемых лиц.
2 августа 1793 г. Комитет получил право без ограничений и отчёта перед Конвентом пользоваться специальным фондом в размере 50 миллионов ливров. Эти средства Комитет тратил на субсидии газетам и народным клубам, наём агентов и курьеров, выплаты вознаграждений за тайные услуги.
13 сентября 1793 г. Комитет получил право составлять и представлять на голосование Конвента списки кандидатов во все остальные комитеты и комиссии Конвента, включая и Комитет общественной безопасности.
10 октября 1793 г. под наблюдение Комитета были переданы Временный исполнительный совет, министры, генералы и все государственные учреждения. Генералы назначались на должность Конвентом только по представлению Комитета.
С 25 ноября 1793 г. депутаты Конвента, находящиеся в миссиях, были обязаны подчиняться указаниям Комитета и отчитываться перед ним.
4 декабря 1793 г. декрет Конвента предоставил Комитету право отрешать от должности чиновников и передал ему общее руководство в области дипломатии.
10 марта 1794 г. Комитет окончательно «узурпировал» внешнеполитическую деятельность — получил право непосредственно входить в переписку с иностранными правительствами, а также право подписывать верительные грамоты посланников республики, давать им поручения и инструкции.
13 марта 1794 г. Комитет получил право замещать отрешённых им от должности чиновников.
Власть Комитета общественного спасения была ограничена только в одной сфере — в области полиции, где он делил права и обязанности с Комитетом общей безопасности. Все решения об аресте важнейших политических фигур того периода (Дантона, Камилла Демулена, Делакруа и других) принимались на совместных заседаниях обоих Комитетов, а иногда Комитет общей безопасности сам брал на себя инициативу по проведению карательных мер (арест 3 октября 1793 года 65 депутатов Конвента, поддержавших жирондистов).
Среди членов Комитета не было единства, что было проиллюстрировано выше на примере судьбы Эро де Сешеля. К лету 1794 года борьба внутри Комитета общественного спасения обострилась до предела, триумвирату Робеспьер — Сен-Жюст — Кутон открыто противостояли Бийо-Варенн и Колло д’Эрбуа (крайние террористы, будущие левые термидорианцы), Карно (умеренный) и Барер. Эти лица в Комитете общественного спасения, противники Робеспьера в Комитете общей безопасности (Амар, Вадье, Вулан) и в Конвенте (Баррас, Тальен, Фуше) организовали свержение Робеспьера 9 термидора II года (27 июля 1794 года). На следующий день Робеспьер, Сен-Жюст и Кутон были казнены.

## Термидорианский Комитет общественного спасения (28 июля1794 года—26 октября1795 года)
После 9 термидора Комитет общественного спасения был радикально реорганизован. Комитет был лишён большинства своих полномочий, ему оставили только военные дела и дипломатию. В начале он состоял из 12 человек, позднее — из 16. Во избежание повторения узурпации власти в руках нескольких человек было установлено и неукоснительно соблюдалось правило ротации — в составе Комитета ежемесячно обновлялась четверть его членов. При этом члены Комитета не могли быть избранными в члены какого-либо иного комитета или вновь избраны в члены того же самого Комитета раньше, чем через месяц после выхода. За последний год деятельности Комитета через него прошло более 60 депутатов Конвента.
Комитет прекратил свою деятельность в день роспуска Конвента — 26 октября 1795 года.